# Lithobius eleganus
Lithobius eleganus är en mångfotingart som först beskrevs av Wataru Shinohara 1957.  Lithobius eleganus ingår i släktet Lithobius och familjen stenkrypare. Inga underarter finns listade i Catalogue of Life.